# Hypoleria galita
Hypoleria galita är en fjärilsart som beskrevs av William Chapman Hewitson 1852. Hypoleria galita ingår i släktet Hypoleria och familjen praktfjärilar. Inga underarter finns listade i Catalogue of Life.